# John McCarthy (računalni znanstvenik)
John McCarthy (Boston, 4. rujna 1927. – Boston, 23. listopada 2011.) bio je istaknuti računalni znanstvenik, dobitnik Turingove nagrade 1971. za značajne doprinose na polju umjetne inteligencije. Odgovoran je za kovanje naziva "umjetna inteligencija" u svojem prijedlogu 1955. za konferenciju u Darthmouthu koja se održala 1956.
McCarthy je bio jedan od prvih pobornika primjene matematičke logike za umjetnu inteligenciju. 1958. je predložio tzv. Advice Taker koji je inspirirao kasniji rad na programiranju zasnovanom za pitanjima-odgovorima i logici. Izmislio je programski jezik Lisp te objavio njegov dizajn u Communications of the ACM 1960. Potpomogao je stvaranje projekta MAC na MIT-u, ali je napustio MIT kako bi na Stanfordskom sveučilištu 1962. pomogao osnivanje Laboratorija za umjetnu inteligenciju na Stanfordu, prijateljskog rivala projektu MAC.
Prvi je 1961. predložio (u govoru danom prilikom MIT-ovog stogodišnjeg slavlja) da bi računalna tehnologija vremenske raspodjele mogla voditi ka budućnosti u kojoj bi se računalna moć pa čak i specifične aplikacije mogle prodavati kroz poslovni model sličan onome za vodu ili struju. Ovakva ideja računala je bila jako popularna kasnih 1960-ih, ali je oslabila sredinom 1970-ih kad je postalo jasno da sklopovlje, programska podrška i telekomunikacijske tehnologije vremena jednostavno nisu za to spremne. U drugu ruku, od 2000., ideja se revitalizirala u novim oblicima.
McCarthy je dobio titulu B.S. u matematici pri California Institute of Technology 1948. te Ph.D. u matematici pri Princetonskom sveučilištu 1951. Nakon kratkotrajnih angažmana na Princetonu, Stanfordu, Dartmouthskom koledžu te MIT-u, postao je profesor na Stanfordu 1962., gdje je i ostao do umirovljenja krajem 2000. kao profesor emeritus.
John McCarthy često komentira svjetska zbivanja na forumima Useneta. Neka se od njegovih ideja mogu pronaći na internetskoj stranici.

## Vanjske poveznice
- McCarthyjeva web stranica pri Stanfordu.